# Zone calcaree della Val di Lima e del Balzo Nero
Zone calcaree della Val di Lima e del Balzo Nero este o arie protejată (arie specială de conservare — SAC, sit de importanță comunitară — SCI) din Italia întinsă pe o suprafață de 1.683 ha, integral pe uscat.

## Localizare
Centrul sitului Zone calcaree della Val di Lima e del Balzo Nero este situat la coordonatele 44°04′00″N 10°42′15″E / 44.066667°N 10.704167°E.

## Înființare
Situl Zone calcaree della Val di Lima e del Balzo Nero a fost declarat sit de importanță comunitară în august 2007 pentru a proteja 6 specii de animale. Situl a fost protejat și ca arie specială de conservare în mai 2016.

## Biodiversitate
Situată în ecoregiunea mediteraneană, aria protejată conține 8 habitate naturale: Pante stâncoase calcaroase cu vegetație casmofită, Păduri de fag Luzulo-Fagetum, Peșteri inaccesibile publicului, Pajiști carstice calcaroase sau bazofile, de Alysso-Sedion albi, Păduri de Castanea sativa, Grohotișuri termofile și vest-mediteraneene, Pajiști uscate seminaturale și facies de acoperire cu tufișuri pe substraturi calcaroase (Festuco-Brometalia) (* situri importante pentru orhidee), Grohotișuri calcaroase și de șisturi calcaroase de la nivelul montan până la nivelul alpin (Thlaspietea rotundifolii).
La baza desemnării sitului se află mai multe specii protejate:
- păsări (4): acvilă de munte (Aquila chrysaetos), sfrâncioc roșiatic (Lanius collurio), ciocârlie de pădure (Lullula arborea), viespar (Pernis apivorus)
- mamifere (2): liliacul mare cu potcoavă (Rhinolophus ferrumequinum), liliacul mic cu potcoavă (Rhinolophus hipposideros)

Pe lângă speciile protejate, pe teritoriul sitului au mai fost identificate 7 specii de plante, 2 specii de mamifere, 1 specie de nevertebrate, 3 specii de reptile.